# بادامشيرين (مقاطعة دلفان)
بادامشيرين (بالفارسية: بادامشیرین) هي قرية تقع في قسم ايتيوند الجنوبي الريفي (مقاطعة دلفان) في إيران. يقدر عدد سكانها بـ 98 نسمة بحسب إحصاء 2016.